# Guldsmedsämbetet i Karlskrona
Guldsmedsämbetet i Karlskrona grundades på 1690-talet.

## Historik
Guldsmedsämbetet i Karlskrona grundades på 1690-talet. År 1741 bildades Guldsmedsämbetet i Kalmar och 1745 inrättade Guldsmedsämbetet i Karlshamn.

## Ålderman
- 1695—1704: Samuel Phalén (Fallin)
- 1704—1713: Jöran Albin
- 1714–1718: Lorenz Christopherson Grahn
- 1718–1723: Casimir Friedrich Meidt
- 1723–1728: Joh. Christopher Drefaldt
- 1728–1736: Adam Münchenberg
- 1736–1745: Peter Björckman
- 1746–1750: Sigismund Novisadi
- 1761–1775: Johan Didrik Schwart
- 1775–1777: Johan Rundquist
- 1777–1795: Johan Didrik Schwart
- 1795–1812: Friedrich Silber

## Mästare

### Mästare i Karlskrona
- 1697–1713: Jöran Albin
- 1718–1752: Peter Björkman
- 1746–1759: Peter H Algerus
- 1751–1763: Jöns Björkman
- 1784–1787: Samuel Björkman
- 1803–1812: Gustaf Bergendorff

### Mästare i Karlshamn
- 1703–1711: Johan Hööberg
- 1714–1716: Thomas Hindrich Renström
- 1716–1739: Adam Münchenberg
- 1721–1722: Johan Traustedt
- 1724–1745: Niklas Gunnarsson Locander
- 1739–1745_ Johan Meyer
- 1714–1745: Zachris Meyer

### Mästare i Kalmar
- 1718–1741: Hans Andersson Wigman

### Mästare i Visby
- 1737–1762: Berendt Falkengren
- 1760–1787: Quist Falkengren